# Franz Kaufmann (Unternehmer)
Franz Kaufmann (* 13. Mai 1917 in Graz; † 1. Jänner 2010) war ein österreichischer Unternehmer, Grazer Stadtrat und Wirtschaftskammerfunktionär.

## Lebenslauf
Franz Kaufmann wurde als Sohn eines Autounternehmers in Graz geboren und hat nach dem frühen Tod seines Vaters eine kaufmännische Laufbahn eingeschlagen. Im Zweiten Weltkrieg leistete er sechs Jahre lang Militärdienst. Nach 1945 war er Handelsreisender, dann Abteilungsleiter und Einkäufer in verschiedenen Betrieben des Textilshandels, hat sich aber dann in einem kleinen Geschäftsraum als Meterwarenhändler selbständig gemacht. 1954 trat Franz Kaufmann als geschäftsführender Gesellschafter in die Firma Geissler ein, die er seit 1957 als Alleininhaber führte und zu einem der führenden Unternehmen in der Branche ausbaute. Ab 1955 war er Ausschussmitglied des Landesgremiums des Textilhandels, ab 1960 dessen Vorsteher.
1966 wurde er zum Vizepräsidenten der steirischen Handelskammer gewählt, 1980 erfolgte seine Wahl zum Präsidenten der Wirtschaftskammer, damals Handelskammer, Steiermark.
Politisch wurde Franz Kaufmann in Graz im Mai 1963 für die ÖVP in den Stadtsenat der Landeshauptstadt Graz entsandt. Er gehörte diesem bis zum Jahre 1974 an, und zwar als politischer Referent für die Angelegenheiten des Gewerbe‐ und Marktamtes sowie des Statistischen Amtes verantwortlich. Ab 1973 kamen noch die Agenden für das Beschaffungsamt und die Wirtschaftsförderung dazu.

## Ehrungen
Franz Kaufmann war Träger zahlreicher hoher Auszeichnungen der Wirtschaftskammer, der Stadt Graz und des Landes Steiermark:
- Ehrenring der Landeshauptstadt Graz
- Verleihung des Berufstitels Kommerzialrat (1971)
- Ehrenbürger der Universität Graz (1985)

## Familiäres
Kaufmann war verheiratet und Vater eines Sohnes.